# شورش هوکه
شورش هوکّه (به ژاپنی: 法華一揆 ほっけいっき)، شورش تنمون هوکّه به یک سری مناقشه مذهبی در طی دوره تنبون (ژوئیه سال ۱۵۳۲ تا اکتبر ۱۵۵۵) در دوره سنگوکو در کیوتو در ژاپن گفته می‌شود. این مناقشه مابین یکی از شاخه‌های بوداگرایی ژاپن بنام هوکّه شو (عمدتاً به بوداگرایی نیچیرن گفته می‌شود) و دیگر فرقه‌های بودایی ژاپن، شین بودیسم (جُودُو شینشو) و فرقه تندای رخ داد.
در آن زمان، قدرت شوگون‌سالاری موروماچی در حال تضعیف بود و کیوتو عملاً تحت کنترل هوسوکاوا هاروموتو، یک کانری (مقام مهمی که از شوگون‌سالاری موروماچی حمایت می‌کرد) بود.
در سال ۱۵۳۲ (سال اول تنبون)، شایعاتی منتشر شد مبنی بر اینکه نیروی ایکو-ایکی (شورشی مذهبی) که با هوسوکاوا هاروموتو مخالفت کرده بود، به کیوتو حمله خواهد کرد، بنابراین مردم شهر با هوسوکاوا هاروموتو و دیگران متحد شدند و ارتش بزرگی متشکل از ۲۰۰۰۰ نفر تشکیل دادند. معبد یاماشینا هونگان-جی (شهر کیوتو، استان کیوتو)، پایگاه فرقه جودو شینشو، به دست این ارتش به آتش کشیده شد.
این قیام مسلحانه مردم شهر در سال ۱۵۳۲ به نام دیگر فرقه نیچیرن، فرقه هوکّه/ هوکّه شو، به نام شورش هوکّه یا هوکّه ایکی نامیده شد. پس از آن، مردم شهر حق حفاظت از شهر کیوتو را به دست آوردند و حدود پنج سال به حفظ نظم عمومی در کیوتو ادامه دادند.
پس از یک جلسه یک «پرسش و پاسخ مذهبی» و شکست معبد انریاکو در سال ۱۵۳۶ میلادی راهبان و سربازان معبد انریاکو در کوه هیئی، معابد فرقه نیچیرن را در سراسر شهر کیوتو به آتش کشیدند. این به این دلیل بود که تعداد معتقدان فرقه نیچیرن در میان مردم شهر کیوتو افزایش یافته بود. در نظر گرفته می‌شود که کوه هیئی در کیوتو بازار و مکانی داشت که می‌توانستند از طریق آن پول در بیاورند. از این رو، برای به دست آوردن مجدد بازار از فرقه رقیب، سوهی (سربازان راهب) را فرستادند و معابد فرقه نیچیرن را به آتش کشیدند و گفتند: «شرم آور است که چنین دین شیطانی را گسترش دهیم.» می‌گویند همه را از جمله زنان و کودکان را کشتند. در این دوره، درگیری‌های بین گروه‌های مذهبی به سرعت به کشتن یکدیگر تبدیل می‌شد، زیرا هر گروه دارای سلاح بود.

## پس زمینه
هنگامی که نیچیزو یکی از جانشینان نیچیرن برای اولین بار در سال ۱۲۹۳ وارد کیوتو شد، به دلیل شکایت راهبان چندین بار توسط دربار امپراتوری در کیوتو اخراج شد. اما در نهایت در معبد انریاکو در کوه هیئی، اجازه ورود پیدا کرد. او درخواست داد تا فرقه نیچیرن توسط دربار امپراتوری به رسمیت شناخته شود، درخواستی که در نهایت پذیرفته شد.
پس از شورش اونین، که به مدت ۱۱ سال از سال ۱۴۶۷ شروع شد، گفته می‌شود که بسیاری از مردم شهر که مسئول بازسازی کیوتو بودند، اعضای فرقه نیچیرن بودند.
در دوره تنبون، فرقه نیچیرن در بین بسیاری از مردم شهر ("machi-shu"، 町衆)  در کیوتو گسترش یافته بود، و در حال قدرت گرفتن بود، و در اطراف معابد نیچیرن مانند هونکوکو-جی متمرکز شده بود. در سال ۱۵۳۲، ایکو-ایکی به کیوتو حمله کرد و فرقه نیچیرن در کنار هوسوکاوا هاروموتو، روکاکو سادایوری و کیزاوا ناگاماسا، تحت فرماندهی شوگون آشیکاگا یوشی‌هارو علیه آنها جنگید. در طول این حمله، چندین معبد شین بودیسم در کیوتو مانند یاماشینا میدو توسط سامورایی‌هایی که از شهر دفاع می‌کردند و همچنین گروهی از شهرنشینان متعصب نیچیرن ویران و سوزانده شدند.
پس از این رویداد، فرقه نیچیرن در شهر کیوتو خودمختاری به دست آورد، از پرداخت مالیات زمین خودداری کرد و نفوذ خود را در کیوتو در طول پنج سال گسترش داد. این گسترش نفوذ فرقه هوکی توسط فرقه‌های دیگر «هوکه ایکی» "Hokke-ikki" (法華一揆) نامیده می‌شود.
در ۳ مارس ۱۵۳۶، مناظره ای بین افراد غیر روحانی نیچیرن و فرقه تندای برگزار شد که باعث موفقیت فرقه نیچیرن شد. هنگامی که شایعاتی منتشر شد مبنی بر اینکه راهبان معبد انریاکو توسط پیروان فرقه معمولی نیچیرن شکست خورده‌اند، انریاکو احساس حقارت کرد و از شوگون‌سالاری آشیکاگا خواست که خود را «فرقه هوکه» نخواند. با این حال، شوگون سالاری با استناد به منشور امپراتوری امپراتور گودایگو در سال ۱۳۳۴ به نفع نیچیرن حکم داد و انریاکو نیز این پرونده را باخت. مورخ آکیرا ایمایا استدلال کرده است که شوگونات عمداً به نفع نیچیرن حکمرانی کردند و بدین ترتیب آتش درگیری بین این دو فرقه شعله‌ور شد.
روکوئون نیچیروکوکی ثبت می‌کند که در ۲۳ مه شایعاتی مبنی بر اینکه فرقه نیچیرن در معبد شوکوکو-جی اردو خواهد زد پخش شد. در پاسخ به این شایعات، صاحب اینریوکن با شوگون ملاقات کرد و به او اطلاع داد که دفاع خود را تقویت خواهد کرد. در ۲۹ مه، خندق اطراف معبد شوکوکو-جی حفر شد. در ۱۶ ژوئن، برجی در خندق در دروازه شرقی ساخته شد. در این میان، شخصی ظاهر شد که میان دو طرف میانجیگری کند. در ۲۹ مه، روکاکو سادایوری از ولایت اومی به کیوتو آمد. کیزاوا ناگاماسا نیز تلاش کرد میانجیگری کند. با این حال توافقی حاصل نشد.
در ۱ ژوئن، معبد انریاکو جلسه ای برگزار کرد و تصمیم گرفت فرقه کیوتو هوکه را نابود کند. قطعنامه به دربار امپراتوری و به شوگون سالاری گزارش شد.
در ماه ژوئیه، گروهی از راهبان جنگجوی انریاکو یا سوهی‌ها برای نابودی فرقه هوکه به راه افتادند. توده‌های کل معبد انریاکو دور هم جمع شدند و خواستار آن شدند که ۲۱ معبد فرقه نیچیرن در کیوتو و اطراف آن به معابد شعبه انریاکو تبدیل شوند و ادای احترام کنند.
با این حال، فرقه نیچیرن درخواست انریاکو را رد کرد. پس از رد درخواست، انریاکو از دربار امپراتوری و شوگون سالاری اجازه خواست تا فرقه نیچیرن را شکست دهد و از ارباب ولایت اچیزن آساکورا تاکاکاگه (دهمین رهبر)  و همچنین از فرقه‌های دیگر مانند هونگانجی، کوفوکو-جی، معبد اونجو/می-درا و تو-جی درخواست همکاری کرد. همه آنها از ارسال نیروهای کمکی به انریاکو خودداری کردند، اما قول دادند که بی‌طرف بمانند.

### نیروهای دو طرف
به گفته یوزاکی، تعداد سربازان معبد انریاکو ۱۵۰۰۰۰ نفر، طبق گفته گنسوکه اونن آکی ۶۰۰۰۰ نفر و طبق گفته نیجو جی- شوکه‌کی - ۳۰۰۰۰ نفر شامل معبد اصلی و معابد شاخه آن به اضافه ۳۰۰۰۰ نفر بود. سربازان ولایت اومی دایمیو روکاکو سادایوری و ۳۰۰۰ سرباز از -درا. می در مقابل، طبق گفته یوزاکی، تعداد سربازان فرقه نیچیرن بیش از ۲۰۰۰۰ نفر از جمله سربازان ۲۱ معبد بود.

## شورش تنبون هوکه
حدود ۲۰ ژوئیه، معبد انریاکو ده‌ها هزار راهب جنگجو را از معابد شعبه خود در ولایت‌های مختلف در پای هیگاشیاما مستقر کرد و ۳۰۰۰۰ سرباز از ولایت اومی به رهبری روکاکو سادایوری و روکاکو یوشیکاتا در هیگاشیاما، کیوتو، با ۳۰۰۰ سرباز از معبد اونجو/می-درا که در شمال مستقر شده و به‌طور کامل شمال و شرق کیوتو را مسدود کردند. در پاسخ، ۲۰۰۰۰ تا ۳۰۰۰۰ پیرو فرقه نیچیرن دفاع خود را در کیوتو و اطراف آن تقویت کردند.
در ۲۲ ژوئیه، نبرد در ماتسوگاساکی بین دو طرف آغاز شد. روکوئون نیچیروکوکی ثبت کرده است که فرقه نیچرن ابتدا شلیک کرد، اما برخی منابع می‌گویند که فرقه انریاکو ابتدا شلیک کرد.
در ابتدا، فرقه نیچیرن از اواخر ماه مه در حال حفر خندق‌های مستحکم در کیوتو بود تا برای حمله به معبد انریاکو جی آماده شود، بنابراین فرقه نیچیرن در ابتدا در نبرد مورد علاقه بود، اما در ۲۷ ژوئیه، ارتش خاندان روکاکو از شیجوگوچی حمله کرد و معبد را آتش زد و تمام ۲۱ معبد فرقه نیچیرن به جز معبد هونکوکو را سوزاند. سپس، در رور بیست و هشتم، معبد هونکوکو نیز به آتش کشیده شد.
گفته می‌شود که تلفات فرقه نیچیرن در این نبرد به ۱۰۰۰۰ نفر نیز رسیده است. علاوه بر این، آتش‌های ایجاد شده توسط نیروهای معبد انریاکو و سربازان روکاکو منجر به آتش‌سوزی بزرگی شد که کل منطقه شیموگیو، کیوتو در کیوتو و حدود یک سوم منطقه کامیگیو، کیوتو را سوزاند. مقیاس خسارات ناشی از آتش‌سوزی‌ها از شورش اونین بیشتر بود.
در نتیجه، پیروان فرقه نیچیرن از کیوتو اخراج شدند و به ساکای (شهر ساکای کنونی، استان اوساکا) نقل مکان کردند. برای شش سال بعد، فعالیت‌های تبلیغی فرقه نیچیرن در کیوتو ممنوع بود. معتقدان فرقه نیچیرن/فرقه هوکّه که به ساکای پناه برده بودند به امید بازگشت به کیوتو درخواست‌های زیادی از شوگون‌سالاری آشیکاگا کردند. در نتیجه درخواست‌های مستمر برای بازگشت به کیوتو، مجوز امپراتوری در سال ۱۵۴۲ اعطا شد.
زمانی که ممنوعیت ورود آنان به کیوتو برداشته شد، از ۲۱ معبد اصلی که در اثر آتش‌سوزی ویران شدند، ۱۵ معبد از جمله میوکنجی (شهر کیوتو)  بازسازی شدند.